# Futsal-Bundesliga
Die Futsal-Bundesliga bildet seit 2021 die höchste Spielklasse im deutschen Futsal der Männer.

## Geschichte
Der Deutsche Fußball-Bund spielt seit 2006 eine deutsche Futsal-Meisterschaft aus. Bis 2014 hieß der Wettbewerb DFB-Futsal-Cup, ehe der Wettbewerb in Deutsche Futsal-Meisterschaft umbenannt wurde. Am 27. September 2019 wurde auf dem DFB-Bundestag in Frankfurt am Main einstimmig die Einführung der Futsal-Bundesliga ab der Saison 2021/22 beschlossen. Ziel ist die weitere Förderung des Futsals, einer Variante des Hallenfußballs, in Deutschland, um international konkurrenzfähig zu sein.
Für die Auftaktsaison qualifizierten sich die Meister der fünf Regionalligen sowie die Vizemeister der Regionalligen Nord, Nordost, Süd und West direkt. Der zehnte Platz ging an den Sieger einer Qualifikationsrunde, an der die Drittplatzierten der Regionalligen Nord, Nordost, Süd und West und der Vizemeister der Regionalliga Südwest teilnahmen. Am 29. Juni 2021 gab der DFB die zehn Gründungsmitglieder bekannt.
Das erste Spiel in der Futsal-Bundesliga bestritten am 3. September 2021 Fortuna Düsseldorf und die Hamburger SV-Panthers im Castello in Düsseldorf, wobei sich die Düsseldorfer mit 1:0 durchsetzten. Premierentorschütze der Futsal-Bundesliga war Eike Thiemann. Am Ende der Saison konnte sich der Stuttgarter Futsal Club vor 750 Zuschauern in der Stuttgarter Scharrena in einem spannenden Finale mit 2:1 gegen HOT 05 Futsal zum ersten Deutschen Meister der Futsal-Bundesliga krönen. Torschützenkönig der Premierensaison war mit 18 erzielten Treffern Kennedy Ribeiro von HOT 05 Futsal.

### Gründungsmitglieder
| Verein                      | Herkunft                        | qualifiziert als                                            |
| --------------------------- | ------------------------------- | ----------------------------------------------------------- |
| TSV Weilimdorf              | Stuttgart, Baden-Württemberg    | Meister der Regionalliga Süd, amtierender deutscher Meister |
| 1. FC Penzberg              | Penzberg, Bayern                | Vizemeister der Regionalliga Süd                            |
| Stuttgarter Futsal Club     | Stuttgart, Baden-Württemberg    | Sieger des Qualifikationsturniers                           |
| TSG 1846 Bretzenheim        | Mainz, Rheinland-Pfalz          | Meister der Regionalliga Südwest                            |
| MCH Futsal Club Bielefeld   | Bielefeld, Nordrhein-Westfalen  | Meister der Futsalliga West                                 |
| Fortuna Düsseldorf          | Düsseldorf, Nordrhein-Westfalen | Vizemeister der Futsalliga West                             |
| HSV-Panthers                | Hamburg                         | Meister der Regionalliga Nord                               |
| Wakka Eagles                | Hamburg                         | Vizemeister der Regionalliga Nord                           |
| VfL 05 Hohenstein-Ernstthal | Hohenstein-Ernstthal, Sachsen   | Meister der Regionalliga Nordost                            |
| 1894 Berlin                 | Berlin                          | Vizemeister der Regionalliga Nordost                        |

### Professionalisierung der Liga
Seit der Saison 2023/24 verfügt die Futsal-Bundesliga über einen eigenen Spielball. Im Jahr 2023 schrieb der DFB die Verwertungsrechte für die Marken Futsal (Deutsche Futsalnationalmannschaft und Futsal-Bundesliga) und Beachsoccer aus. In der Saison 2024/2025 werden alle Spiele der Futsal-Bundesliga exklusiv auf Sportdeutschland.TV zu sehen sein. Ab der Saison 2026/27 wird der offizielle Spielball der Futsal-Bundesliga von Derbystar stammen. Welche einen eigens für die Liga gestalteten Ball entwickeln werden. Auch über die Abschaffung des aktuellen Play-Off-Systems zugunsten Final-Four-Turniers, welches zentral vom DFB ausgerichtet wird, wird diskutiert, da dieses als großes Event wie in der Futsal-Champions League besser vermarktet werden kann und das Zuschauerinteresse in Halbfinale, kleinem Finale und Finale gebündelt werden könnte.

## Bisherige Meister
| Rang | Verein                  | Titel | in den Jahren |
| ---- | ----------------------- | ----- | ------------- |
| 1    | TSV Weilimdorf          | 2     | 2024, 2025    |
| 2    | Stuttgarter Futsal Club | 1     | 2022          |
| 2    | SSV Jahn Regensburg     | 1     | 2023          |

## Modus
In der regulären Saison spielen die Mannschaften in einem Ligasystem mit Hin- und Rückspiel gegeneinander. Nach Ablauf der regulären Saison folgt für die acht bestplatzierten Mannschaften eine Meisterrunde, bei der sowohl das Viertel- als auch das Halbfinale und das Finale im Modus Best-of-three ausgespielt werden. In jeder Playoff-Paarung braucht ein Team also zwei Siege, um das Duell für sich zu entscheiden. Sollte nach den beiden ersten Partien jedes Team jeweils ein Spiel für sich entschieden haben, fällt die Entscheidung in einer dritten Begegnung.
Welche Mannschaften in den jeweiligen Runden gegeneinander antreten, ist von ihren Platzierungen nach der regulären Saison abhängig: Im Viertelfinale trifft der Erste auf den Achten, der Zweite auf den Siebten, der Dritte auf den Sechsten und der Vierte auf den Fünften. In den Playoffs hat in Spiel 1 das Team Heimrecht, das nach der regulären Saison die bessere Tabellenplatzierung aufgewiesen hatte. In jedem weiteren Spiel einer Paarung wechselt das Heimrecht. Der Sieger der Finalserie ist Meister der Futsal-Bundesliga und qualifiziert sich damit für die UEFA Futsal Champions League.
Der Tabellenletzte nach der regulären Saison steigt direkt in eine der fünf untergeordneten Regionalligen ab. Der Tabellenvorletzte wird mit den Meistern der fünf Regionalligen in zwei Relegationsgruppen mit jeweils drei Mannschaften eingeteilt. Die jeweiligen Gruppensieger nach Hin- und Rückrunde qualifizieren sich beide für die folgende Saison in der Futsal-Bundesliga.

## Trophäe
Die Meisterschale der Futsal-Bundesliga besteht aus zehn Ecken und fünf Flügeln. Die zehn Ecken symbolisieren die zehn Gründungsmitglieder der Liga, die fünf Flügel wiederum die fünf Spieler aus der Starting-Five einer Mannschaft. Die Flügel stehen nicht für sich allein, sondern sind miteinander verbunden und symbolisieren somit die Gemeinschaft in der Futsal-Familie. Die Meisterschale hat einen Durchmesser von 59 Zentimeter und wiegt zwölf Kilogramm.